# Zambia Open
Het Zambia Open is een voormalig golftoernooi dat deel uitmaakte van de Sunshine Tour. Van 1991 tot en met 1993 en van 2001 tot en met 2004 maakte het ook deel uit van de Europese Challenge Tour.
De Lusaka Golf Club was bijna altijd gastheer van het toernooi totdat er in 2005 een probleem met de sponsor ontstond. Het werd toen een jaar overgeslagen en daarna op andere banen gespeeld. 
Tot 2004 was het Zambia Open een toernooi over 72 holes. Van 2006 tot 2010 was het Zambia Open een 36 holes-toernooi geworden om sinds 2011 terug te worden betwist op 72 holes. Nadat het toernooi in 2020 niet kon doorgaan omwille van de coronacrisis werd nadien het toernooi niet meer georganiseerd.

## Winnaars
| Jaar                       | Baan                     | Stad          | Winnaar              | Score         | Score         | Info                                      |
| Zambia Open                | Zambia Open              | Zambia Open   | Zambia Open          | Zambia Open   | Zambia Open   | Zambia Open                               |
| -------------------------- | ------------------------ | ------------- | -------------------- | ------------- | ------------- | ----------------------------------------- |
| 1972                       | Ndola Golf Club          | Ndola         | Craig Defoy          | 272           | –20           |                                           |
| 1973                       | Lusaka Golf Club         | Lusaka        | Craig Defoy          | 281           | –11           |                                           |
| 1974                       | Mufulira Golf Club       | Mufulira      | Christy O'Connor jr. | 282           | –10           |                                           |
| 1975                       | Ndola Golf Club          | Ndola         | Sam Torrance         | 280           | –12           |                                           |
| 1976                       | Lusaka Golf Club         | Lusaka        | Peter Cowen          | 286           | –16           |                                           |
| 1977                       | Ndola Golf Club          | Ndola         | Tommy Horton         | 284           | –8            |                                           |
| 1978                       | Lusaka Golf Club         | Lusaka        | Peter Townsend       | 274           | –18           |                                           |
| 1979                       | Ndola Golf Club          | Ndola         | Brian Barnes         | 280           | –12           |                                           |
| 1980                       | Lusaka Golf Club         | Lusaka        | Ewen Murray          | 282           | –10           |                                           |
| 1981                       | Lusaka Golf Club         | Lusaka        | Brian Barnes         | 276           | –16           |                                           |
| 1982                       | Lusaka Golf Club         | Lusaka        | Brian Waites         | 276           | –16           |                                           |
| 1983                       | Lusaka Golf Club         | Lusaka        | Bill Calfee          | 280           | –12           |                                           |
| 1984                       | Lusaka Golf Club         | Lusaka        | Carl Mason           | 280           | –12           |                                           |
| 1985                       | Lusaka Golf Club         | Lusaka        | Ian Woosnam          | 282           | –10           |                                           |
| 1986                       | Lusaka Golf Club         | Lusaka        | Gary Cullen          | 282           | –10           |                                           |
| 1987                       | Lusaka Golf Club         | Lusaka        | Paul Carrigill       | 285           | –7            |                                           |
| 1988                       | Lusaka Golf Club         | Lusaka        | David Llewellyn      | 280           | –12           |                                           |
| 1989                       | Lusaka Golf Club         | Lusaka        | Craig Maltman        | 215           | –4            | Wegens slecht weer afgewerkt in 3 ronden  |
| 1990                       | Lusaka Golf Club         | Lusaka        | Gordon J. Brand      |               |               |                                           |
| 1991                       | Lusaka Golf Club         | Lusaka        | David R Jones        | 285           | –7            |                                           |
| 1992                       | Lusaka Golf Club         | Lusaka        | Jeremy Robinson      | 284           | –8            |                                           |
| 1993                       | Lusaka Golf Club         | Lusaka        | Peter Harrison       | 283           | –9            |                                           |
| 1994                       | Geen toernooi            | Geen toernooi | Geen toernooi        | Geen toernooi | Geen toernooi | Geen toernooi                             |
| 1995                       | Geen toernooi            | Geen toernooi | Geen toernooi        | Geen toernooi | Geen toernooi | Geen toernooi                             |
| 1996                       | Ndola Golf Club          | Ndola         | Desvonde Botes       | 208           | –9            | Wegens slecht weer afgewerkt in 3 ronden  |
| 1997                       | Lusaka Golf Club         | Lusaka        | James Loughnane      | 273           | –19           |                                           |
| 1998                       | Lusaka Golf Club         | Lusaka        | Marc Cayeux          | 273           | –19           |                                           |
| 1999                       | Geen toernooi            | Geen toernooi | Geen toernooi        | Geen toernooi | Geen toernooi | Geen toernooi                             |
| Stanbic Zambia Open        |                          |               |                      |               |               |                                           |
| 2000                       | Lusaka Golf Club         | Lusaka        | James Loughnane      | 274           | –18           |                                           |
| 2001                       | Lusaka Golf Club         | Lusaka        | Mark Foster          | 278           | –14           |                                           |
| 2002                       | Lusaka Golf Club         | Lusaka        | Marc Cayeux          | 270           | –22           |                                           |
| 2003                       | Lusaka Golf Club         | Lusaka        | Johan Edfors         | 206           | –13           | Wegens slecht weer afgewerkt in 3 ronden  |
| 2004                       | Lusaka Golf Club         | Lusaka        | Michael Kirk         | 274           | –18           |                                           |
| 2005                       | Geen toernooi            | Geen toernooi | Geen toernooi        | Geen toernooi | Geen toernooi | Geen toernooi                             |
| 2006                       | Nchanga Golf Club        | Chingola      | Steve Basson         | 207           | –9            | Wegens slecht weer afgewerkt in 3 ronden. |
| Finance Bank Zambia Open   |                          |               |                      |               |               |                                           |
| 2007                       | Ndola Golf Club          | Ndola         | Steve Basson         | 206           | –13           | Wegens slecht weer afgewerkt in 3 ronden  |
| Chainama Hills Zambia Open |                          |               |                      |               |               |                                           |
| 2008                       | Chainama Hills Golf Club | Lusaka        | Tyrone Ferreira      | 208           | –8            | Wegens slecht weer afgewerkt in 3 ronden  |
| Zambia Open                |                          |               |                      |               |               |                                           |
| 2009                       | Ndola Golf Club          | Ndola         | Jbe' Kruger          | 204           | –15           | Wegens slecht weer afgewerkt in 3 ronden. |
| 2010                       | Ndola Golf Club          | Ndola         | Adilson da Silva     | 202           | –17           | Wegens slecht weer afgewerkt in 3 ronden  |
| 2011                       | Nchanga Golf Club        | Chingola      | Doug McGuigan        | 272           | –16           |                                           |
| 2012                       | Lusaka Golf Club         | Lusaka        | Justin Harding       | 280           | –12           |                                           |
| 2013                       | Lusaka Golf Club         | Lusaka        | Adilson da Silva     | 281           | –11           |                                           |
| 2014                       | Nkana Golf Club          | Kitwe         | Wallie Coetsee       | 273           | –15           |                                           |
| 2015                       | Nkana Golf Club          | Kitwe         | Ross McGowan         | 275           | –13           |                                           |
| 2016                       | Nchanga Golf Club        | Chingola      | Jaco Ahlers          | 271           | −17           |                                           |
| 2017                       | Nkana Golf Club          | Kitwe         | Riekus Nortje        | 270           | −18           |                                           |
| 2018                       | Nkana Golf Club          | Kitwe         | Rourke van der Spuy  | 272           | −16           |                                           |
| 2019                       | Nkana Golf Club          | Kitwe         | Danie van Tonder     | 283           | −5            |                                           |

### Meervoudige winnaars
2 keer
- Craig Defoy: 1971 & 1972
- Brian Barnes: 1979 & 1981
- James Loughnane: 1997 & 2000
- Marc Cayeux: 1998 & 2002
- Steve Basson: 2006 & 2007
- Adilson da Silva: 2010 & 2013